# 圣神广场
43°45′59.68″N 11°14′50.24″E / 43.7665778°N 11.2472889°E

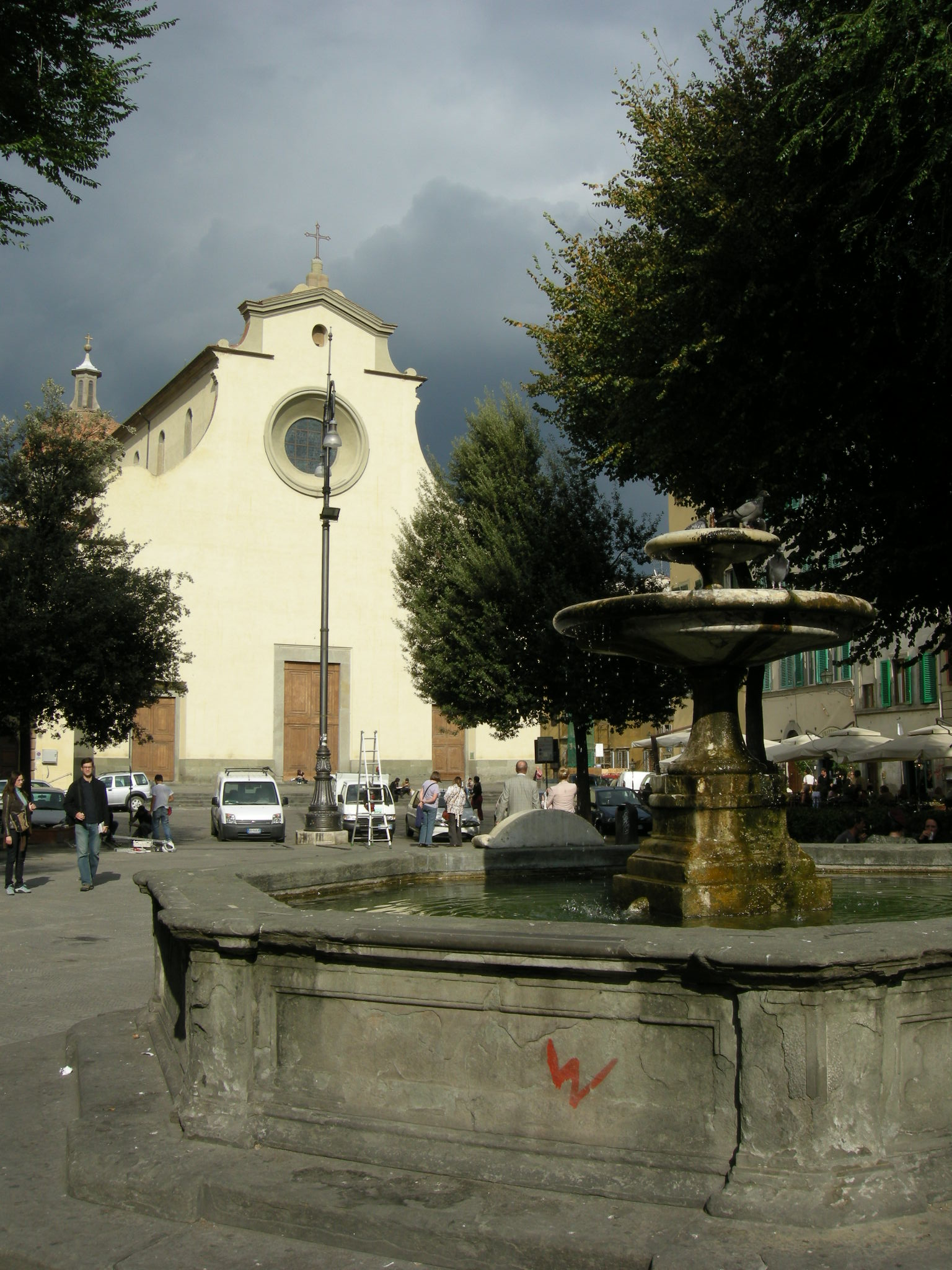
圣神广场上的喷泉和教堂

圣神广场（Piazza Santo Spirito）是意大利佛罗伦萨阿诺河南岸的奥特拉诺区的一个方形广场，形成于13世纪，如同其他广场一样，也位于一处重要的宗教建筑之前，即容纳会众祈祷奥古斯丁的佛罗伦萨圣神大殿。此处在每天早晨和周末设有跳蚤市场，周围布满餐馆、夜总会、商店和艺术工作室。

## 建筑

### 圣神大殿
广场上的主要建筑是佛罗伦萨圣神大殿（广场由此得名），这是一座文艺复兴时期的教堂，菲利波·布鲁内列斯基的最后一部杰作，在他去世前2年，他希望创造新的建筑实验，不过只有部分由他的继任者完成。该教堂属于奥斯定会。教堂正面的左侧有一个小型博物馆。原来的修道院有一部分现在是佛罗伦萨的军事区，位于广场的西北方。在13世纪末，该教堂的重要性迅速增长，该市购买并拆除了教堂前面的房子，形成一个正方形广场，在许多年内是该市最大的广场。

### 瓜达尼宫

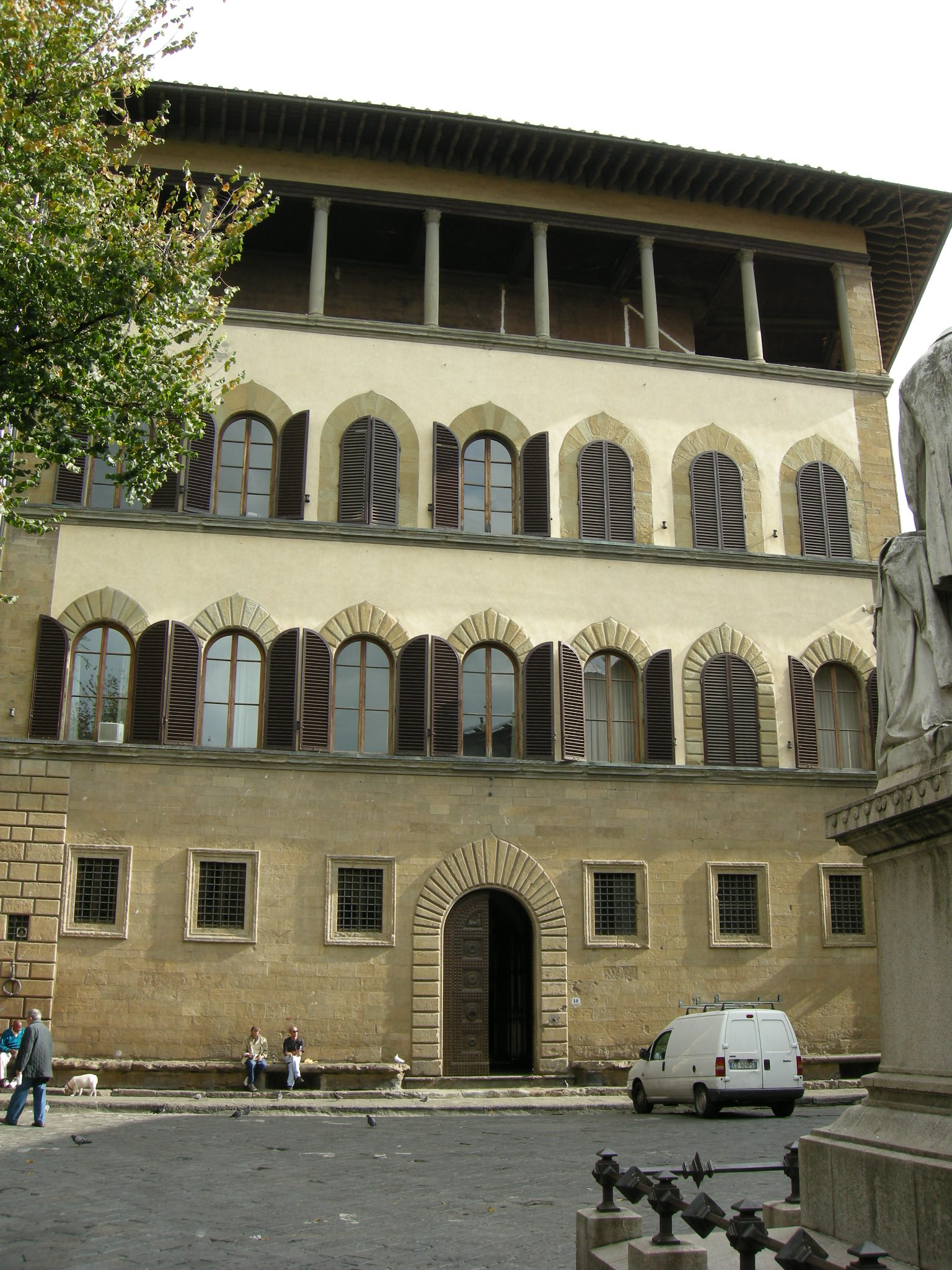
瓜达尼宫

在环绕广场的众多15世纪房屋中，瓜达尼宫位于广场东南侧。